# 張保隆
張保隆（1949年12月5日—2014年1月30日），台灣數學與管理科學學者，曾任逢甲大學校長、中華民國企業管理學會副理事長暨常務理事，以及中國工業工程學會常務理事。

## 生平
1949年12月生於台灣基隆，祖籍山東桓台。七歲啟蒙於台北市永建國小，十三歲就讀於師大附中初、高中部，年十九考取輔仁大學數學系，優異之表現，恆為同儕所稱羨。年二十三前往美國紐約州立大學奧爾巴尼分校、西雅圖華盛頓大學繼續深造，先後取得碩士（1975）及博士（1980）學位，展露其學術研究之潛力與志趣。
學成歸國後曾任職於國立交通大學經營管理研究所（1980～2004），同校管理科學研究所所長（1985～1991）、管理學院院長（1991～1997）。
2001年8月自國立交通大學借調到逢甲大學，時任EMBA籌備主任，半年後接任商學院院長（2002～2003），持續為院務及EMBA籌備投注心力。2004年2月於國立交通大學退休後專職於逢甲大學，擔任學術副校長（2004～2007），2007年獲董事會禮聘為校長。

## 事蹟
擔任逢甲大學校長六年期間，該校在《泰晤士高等教育世界大學排名》、《QS世界大學排名》、《QS亞洲大學排名》的評比逐年上升，晉身中臺灣私立大學的首位，綜合排名僅次於國立中興大學。

### 高等教育理念[1]
- 「高等教育的最終目的，就是能夠使學生有著獨立自主的思考能力，而非所謂的爭排名、搶學生、搶資源......」
- 「雖然學校所做的每一件事情不見得都可以讓學生喜歡，還是會盡力去完成。相對的，學生所提出的要求，也不能照單全收，也是需要判斷是否恰當。」

### 開南大學校長言論事件
2011年初，開南大學校長高安邦有關「再過12年、13年……逢甲大學會倒閉」的談話在Youtube公開，校方發起「學生牽手相挺護校」活動，張保隆也以公開信闢謠：
|  | 近日報載開南大學高校長言論，嚴重影響本校校譽，學校也陸續收到校友關心的信件與電話，保隆謹代表學校感謝校友們對學校的關心與支持。 （中略） 逢甲大學近年來的成就有目共睹，新生報到率更高達97%以上，學校的運作一直持續的成長精進。各校友會的運作扎實，傑出校友遍布各行各業。無論是學生或畢業校友對學校都有高度的認同感。 （後略） |

### 逝世
2014年1月30日凌晨1時19分病逝於台大醫院，享壽65歲，治喪委員會於3月14日下午2時20分，在台北市立第二殯儀館景仰廳舉行公祭，3月15日下午2時在逢甲大學育樂館舉辦追思紀念會。
家屬為了讓張前校長的遺愛能夠永續留存，特別將張前校長的積蓄及奠儀捐出，成立「張保隆校長紀念獎助學金」，作為補助學生出國交流學習基金，讓愛永遠陪伴逢甲學生。

## 註腳
1. ↑  .   [2013-07-23]. （原始内容存档于2016-03-04）.
2. ↑  張保隆校長給校友的一封信

## 外部連結
1. （繁體中文）清風見儒雅：張前校長保隆虛擬紀念館（逢甲大學）[]
2. （繁體中文）數學系傑出校友張保隆：立定志向並且獨立思考 （页面存档备份，存于）

| 前任： 劉安之 | 逢甲大學校長 2004年－2013年 | 繼任： 李秉乾 |